# Cakes da Killa
Cakes da Killa de son vrai nom Rashard Bradshaw, né à Teaneck, New Jersey, est un rappeur de hip-hop américain.

## Discographie
- Hunger Pangs, 2014